# Nicola Onorati
Nicola Onorati, noto anche con lo pseudonimo di Columella (Craco, 26 agosto 1764 – Napoli, 11 gennaio 1822), è stato un religioso e agronomo italiano.

## Vita
Gaetano Niccola Bartolomeo Onorati nacque a Craco, nell'odierna Basilicata, il 26 agosto 1764. Secondo alcune biografie, e in particolare il nono tomo della Biografia degli uomini illustri del Regno di Napoli (1822), è riportata la data errata del 1754. La reale data di nascita è stata trovata da Pasquale Mauro Maria Onorati, probabilmente il maggiore studioso di Nicola Onorati (avendone studiato la vita per almeno vent'anni) nonché suo discendente, il quale ha rintracciato il certificato di battesimo della chiesa parrocchiale e ritrovato la vera data di nascita, il 26 agosto 1764.
Suo padre si chiamava Francesco Antonio Onorati, era nato a San Mauro Forte nel 1727 ed era mastro sartore; sua madre, invece, si chiamava Vittoria Mormando ed era nata nella stessa città Craco nel 1726. Nicola Onorati era l'ottavo di nove figli e, secondo le fonti, mostrò un interesse precoce per la conoscenza e le scienze. Nel 1774 ebbe la vocazione ed entrò nell'Ordine dei Frati Minori Osservanti della Provincia di Principato. Fu inviato come novizio a Bologna, dove ebbe la possibilità di studiare filosofia e teologia ed ebbe eminenti insegnanti come Padre Ireneo Affò. Successivamente fu trasferito nel Convento di San Diego all'Ospedaletto, a Napoli, in cui vi era uno "studio" di teologia e filosofia. A 15 anni era già lettore di filosofia e nel 1779 scrisse un trattato di logica, pubblicato l'anno successivo col titolo Logices Elementa Mathematica. Nel 1782 divenne lettore di filosofia presso la Accademia militare della Nunziatella ("Real Collegio Militare dell'Annunziata").

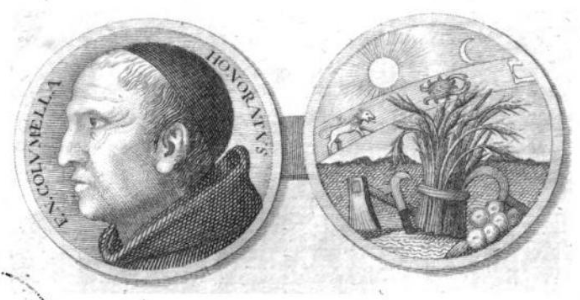
Profilo di Onorati su un medaglione con paesaggio agreste.

Mentre insegnava alla Nunziatella, ebbe modo di conoscere Francesco e Giuseppe Daniele; inoltre, nel biennio 1782-1784 scrisse alcune opere sia scientifiche che moraleggianti le quali furono aspramente criticate. Amareggiato da ciò e anche dalla "durezza di chi presiede all'Accademia militare", lasciò Napoli e si ritirò a Montoro, dove "ristabilì la regola dei Minori Osservanti". Tale esperienza, però, non durò che qualche mese, dal momento che Onorati dovette ritornare a Napoli a causa delle basse temperature di Montoro, ma la sua cattedra era già stata assegnata ad un altro lettore e non poté insegnare. In questo periodo, si dedicò in particolare all'economia agraria, tanto che re Ferdinando IV di Borbone assegnò a Onorati nel 1788 la neonata cattedra di agricoltura presso le Regie Scuole di Salerno. In seguito a tale assegnazione, collaborò anche al Magazzino enciclopedico salernitano.
Nel 1794 finì ingiustamente inquisito nella congiura giacobina di Carlo Lauberg e Annibale Giordano dal momento che tra i 269 nomi che Giordano aveva fornito compariva anche il nome di Onorati; nel 1797 fu prosciolto ma, a scanso di equivoci, dovette aggiungere al suo nome quello di Columella, lo scrittore di agricoltura del I secolo d.C.
Durante il periodo di insegnamento a Salerno, si dedicò toto corde all'agricoltura e a questo periodo risalgono alcune sue importanti opere; in primis, la sua opera più importante, la prima edizione del Delle cose rustiche (1791-1795). Nel 1798, dopo dieci anni di insegnamento, la cattedra di agricoltura fu soppressa dal re con dispaccio del 12 dicembre 1798 e Onorati fece ritorno al Convento di San Diego all'Ospedaletto, a Napoli.

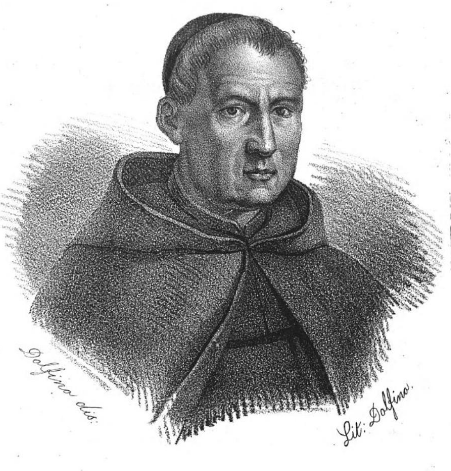
Nicola Columella Onorati

Nicola Onorati non sembra aver mai preso parte ai moti rivoluzionari che attraversarono l'Europa della Rivoluzione francese (1789) e della Repubblica Napoletana del 1799; Onorati, in occasione del ritorno del re di Napoli da Roma, dove aveva tenuto a bada per poco tempo l'esercito francese, scrisse il sonetto All'Italia (1798), in cui definiva l'Italia una "donna impudica". Cionondimeno, a causa probabilmente di un'omonimia, "per una carta volante in cui si leggeva un nome e cognome simile", fu considerato vicino ai giacobini e non fu scelto per l'insegnamento dell'agricoltura all'università; perse anche una pensione per motivi di salute che gli era stata riconosciuta in occasione della chiusura della cattedra di agricoltura a Salerno.
Dopo il periodo di insegnamento a Salerno non si allontanò più da Napoli e nel 1804 riuscì a riottenere una parte della pensione che gli era stata concessa prima del 1799, concessa al fine di poter continuare con la scrittura delle edizioni successive del Delle cose rustiche. Si allontanò da Napoli solo per un viaggio a Taranto per motivi spirituali ed ebbe modo di notare l'arretratezza dell'agricoltura in quelle aree del regno. Con l'avvento dei re Giuseppe Bonaparte e Gioacchino Murat, Onorati ebbe l'incarico di selezionare i maestri delle scuole primarie tra i religiosi e nel 1807 pubblicò anche una grammatica (il Compendio della gramatica italiana per uso delle pubbliche scuole gratuite di Napoli e del Regno) da utilizzare all'interno del Regno in sostituzione di quella di Salvatore Corticelli. Durante il regno dei due napoleonidi, ebbe numerosi incarichi e nel 1808 gli fu anche assegnata la neonata cattedra di agricoltura (istituita da Gioacchino Murat) all'Università degli Studi di Napoli; inoltre, dopo la soppressione del Convento di San Diego all'Ospedaletto, fu nominato rettore dell'omonima chiesa e autorizzato a occuparne una stanza. Con la Restaurazione ebbe alcune mansioni all'interno del Reale Istituto d'Incoraggiamento di Napoli e gli fu assegnata la cattedra di agricoltura dell'Università degli Studi di Napoli.
Morì l'11 gennaio 1822, assassinato da due ladri, terziani francescani, all'interno di una cella dell'"infermeria" del Convento di Santa Maria la Nova (Napoli); alcuni giorni prima era stato nominato direttore dell'Orto botanico di Napoli. Ricevette diverse coltellate alla testa e fu sepolto nella chiesa del convento (forse in una fossa comune). La Biblioteca Palatina di Parma conserva una corposa corrispondenza di Onorati con Padre Ireneo Affò.

## Critiche
Alcune opere di Onorati sono state oggetto di critiche ai suoi tempi, dal momento che si metteva in discussione il metodo utilizzato da Onorati. In particolare si discuteva del fatto che Onorati non derivasse la sua conoscenza da esperienze dirette. Un caso in cui ricevette aspre critiche fu quello relativo all'allevamento dei bachi da seta; secondo il compilatore della Biblioteca Italiana, infatti, Onorati avrebbe scritto che si potevano sostituire le foglie di gelso, l'unica alimentazione dei vermi da seta utile per la produzione di seta con altre piante che crescevano in Europa, quali ad esempio foglie di olmo o di carpino, cosa manifestamente non rispondente al vero. Lo stesso compilatore tra l'altro afferma che "gli abbagli del Professo Columella nascono dal non aver mai governato né veduto governar bachi". Onorati si difese affermando che tale nutrimento alternativo era da considerarsi unicamente "succedaneo e per brieve spazio di tempo" e che pertanto le sue affermazioni e i suoi consigli erano stati travisati. Nella stessa lettera, lo stesso Onorati accenna alle scarse qualità e considerazione di cui godeva all'epoca il mondo accademico napoletano all'estero e in particolare nell'Italia settentrionale. Lo stesso compilatore, infatti, scrisse a tal proposito:
(LetteraPNC, p. 9)
Non è ben chiaro se tali critiche fossero realmente motivate oppure se fossero semplicemente pregiudiziose e assimilate a priori al resto del mondo accademico napoletano. Altre critiche arrivarono da Alberto Fortis il quale, come raccontato da Luca de Samuele Cagnazzi nella sua autobiografia, era in aspra polemica con Tommaso Fasano, Nicola Columella Onorati e altri letterati napoletani, e scrisse articoli fortemente critici nei loro confronti sul Nuovo giornale enciclopedico di Vicenza. Alberto Fortis avrebbe aperto gli occhi a Cagnazzi sulla reale qualità del mondo accademico napoletano e lo stesso Cagnazzi lo confermò affermando che, durante il suo periodo di studio a Napoli, ebbe modo di notare come a Napoli "di tutto si voleva fare mistero". Alcuni studiosi attribuiscono la sua "emarginazione dagli ambienti scientifici italiani ed europei" alla maggiore attenzione agli scambi commerciali e al fatto che gli intellettuali religiosi cominciassero a essere discriminati e a essere oggetto di pregiudizi nel mondo accademico.

## Riconoscimenti
- Secondo Andrea Alfonso Vachetta, Nicola Onorati fu il primo a comprendere che la pianta rumex acetosella, a causa dell'acido ossalico ivi presente, rovina lo smalto e altre parti dei denti degli animali da allevamento al punto tale che i denti si sminuzzano, come scritto da Onorati all'interno della sua opera Delle cose rustiche (Napoli, 1791).[19]
- Nicola Onorato è stato citato in almeno 400 pubblicazioni, sia italiane sia europee, nel periodo che va dal 1781 al 2015 a riprova della fama di cui godeva.[3][20]

## Incarichi
- Lettore di filosofia presso l'Accademia militare della Nunziatella (1782-1784)
- Cattedra di agricoltura presso le Regie Scuole di Salerno (1788-1798)
- Cattedra di agricoltura presso l'Università degli Studi di Napoli (1808-1811)[13]
- Cattedra di agricoltura presso l'Università degli Studi di Napoli (14 luglio 1815-?)[21]

## Collaborazioni
- Collaboratore del Magazzino enciclopedico salernitano;
- Collaboratore del Giornale letterario di Napoli.

## Onorificenze
- Membro dell'Accademia delle Scienze e delle Belle Lettere di Napoli;
- Socio del Reale Istituto d'Incoraggiamento di Napoli (1806-?);
- Socio corrispondente della Società di Agricoltura di Parigi;
- Membro della Società di Agricoltura della Provincia di Basilicata (20 marzo 1812-);
- Socio corrispondente della Società Economica della Provincia di Capitanata (9 dicembre 1813-, con decreto di Murat).[22]

## Opere

### Libri
- (LA) Logices elementa mathematica methodo disposita ad usum Adolescentium Ordinis Minorum a Fr. Nicolao Honorati de Craco Lucano Ex Ordine Minorum Observantium S. Francisci Philosophiae Lectore, Napoli, Tipografia di Giuseppe Campo, 1780.
- Institutiones metaphysicae, Giuseppe Campo, 1782.
- Riflessioni sulla privata felicità, Napoli, 1782.
- Dissertazione sul tremuoto di Messina e di Calabria, Napoli, 1783.
- Dizionario di voci dubbie italiane, Napoli, Vincenzo Mazzole-Vocola, 1783.
- Giorgio Galeota (pseudonimo di Onorati), Lettera parenetica a messere Cimabue Tuttosale, 1784.
- Vincenzo Ariano, Dominici Antonii Malarbii Regiae Bibliothecae praefecti elogium, Napoli, Vincenzo Mazzola-Vocola, 1784.[23]
- Saggio di una difesa della divina rivelazione di Lionardo Euler tradotto dall'idioma tedesco (con prefazione e note di Nicola Onorati, Giuseppe Maria Porcelli, 1787.
- Canzone sagra di Torquato Tasso finora inedita, 1787.
- Orazione detta nell'aprirsi la nuova cattedra di Agricoltura nelle regie Scuole di Salerno il di 4 di novembre dell'anno 1788.
- Dei pregi dell'agricoltura: orazione, Napoli, Giuseppe Maria Porcelli, 1789.
- Primi sperimenti della moltiplicazion delle biade, Giuseppe Maria Porcelli, 1789.
- Orazione funebre - Funerali celebrati alla memoria di Carlo III, Napoli, Giuseppe Maria Porcelli, 1789.
- Delle cose rustiche, vol. 2, Napoli, Vincenzo Flauto, 1793.
- All’Italia, sonetto dedicato al Re N. S. in Roma (PDF), Napoli, dicembre 1798.
- Delle lodi di Maria Clementina, Arciduchessa d'Austria, Napoli, Stamperia Reale, 1801.
- Avvertimenti gramaticali per ordine d'alfabeto per uso de’giovani religiosi dell’Ordine  Francescano, Napoli, Angelo Coda, 1802.
- Della coltura e dell'uso economico de' pomi di terra detti volgarmente patate, in Collezione di quanto si e scritto di più importante, e di più adatto intorno alla coltivazione ed uso delle patate proceduta dal sovrano generale stabilimento per le sovvenzioni economiche de' poveri, e dalle istruzioni correlative per eseguirlo., Napoli, Stamperia Simoniana, 1803.
- Della coltura e dell'uso economico de' pomi di terra detti volgarmente patate, Napoli, Angelo Coda, 1803.
- Delle cose rustiche, ovvero dell'agricoltura teorica, trattata secondo i principi della chimica moderna, vol. 1, Napoli, Stamperia Flautina, 1803.
- Delle cose rustiche, ovvero dell'agricoltura teorica, trattata secondo i principi della chimica moderna, vol. 3, Napoli, Stamperia Flautina, 1804.
- Delle cose rustiche, ovvero dell'agricoltura teorica, trattata secondo i principi della chimica moderna, vol. 4, Napoli, Stamperia Flautina, 1804.
- Delle cose rustiche, ovvero dell'agricoltura teorica, trattata secondo i principi della chimica moderna, vol. 5, Napoli, Stamperia Flautina, 1804.
- Delle cose rustiche, ovvero dell'agricoltura teorica, trattata secondo i principi della chimica moderna, vol. 6, Napoli, Stamperia Flautina, 1804.
- Delle cose rustiche, ovvero dell'agricoltura teorica, trattata secondo i principi della chimica moderna, vol. 8, Napoli, Stamperia Flautina, 1805.
- Delle cose rustiche, ovvero dell'agricoltura teorica, trattata secondo i principi della chimica moderna, vol. 9, Napoli, Stamperia Flautina, 1806.
- Delle cose rustiche, ovvero dell'agricoltura teorica, trattata secondo i principi della chimica moderna, vol. 10, Napoli, Stamperia Flautina, 1806.
- Della coltura e dell'uso economico de' pomi di terra detti volgarmente patate, in Biblioteca di Campagna, vol. 8, Milano, Tipografia di Giovanni Silvestri, 1806.
- Il compendio della gramatica italiana per uso delle pubbliche Scuole gratuite di Napoli e del Regno., Napoli, Angelo Coda, 1807.
- Memoria sul miglioramento de' vini napoletani, Napoli, Sangiacomo, 1808.
- Saggio di economia campestre e domestica per gli XII mesi dell'anno del Regno di Napoli per l'anno 1810, Napoli, Tipografia di Angelo Trani, 1809.
- Memoria sul coltivamento, e su l'industria della bambagia nel Regno di Napoli, Napoli, Angelo Trani, 1810.
- Saggi di economia campestre e domestica per gli XII mesi dell'anno del Regno di Napoli per l'anno 1811, Napoli, Stamperia dei fratelli Masi, 1811.
- Rapporto dato alla sezione di Economia campestre e domestica dell’Istituto d’Incoraggiamento alle Scienze Naturali di Napoli sulla memoria intitolata "Coltura dell’agro di Brindisi", Napoli, 1811.
- Saggi di economia campestre e domestica per gli XII mesi dell'anno del Regno di Napoli per l'anno bisestile 1812, Napoli, Stamperia dei fratelli Masi, 1812.
- Dell'agricoltura pratica, della pastorizia e di molte altre dottrine che riguardano la medicina veterinaria, e l’economia domestica per gli XII mesi dell’anno, Napoli, Angelo Trani, 1813.
- Delle patate, loro coltura, uso economico e maniera di farne il pane, Milano, Tipografia di Giovanni Silvestri, 1816.
- Delle patate, loro coltura, uso economico e maniera di farne il pane - Seconda edizione con l’aggiunta della coltivazione de' fiori per i dodici mesi dell’anno, Ancona, Tipografia Sartorj, 1816.
- Delle patate, loro cultura, uso economico e maniera di farne il pane - Quarta edizione milanese, Milano, Tipografia di Giovanni Silvestri, 1817.
- Saggi di economia campestre e domestica per i dodici mesi dell'anno, Anno primo, Milano, Tipografia di Giovanni Silvestri, 1816.
- Dell'agricoltura pratica, della pastorizia e di molte altre dottrine, 2ª ed., Napoli, Torchi di Angelo Trani, 1817.
- Dell'agricoltura pratica, della pastorizia e di molte altre dottrine, 2ª ed., Milano, Giovanni Silvestri, 1817.
- Dell'educazione de' bachi da seta per animarne l'industria nel Regno di Napoli e di Sicilia: giudizio letto nella Real Società d’Incoraggiamento di Napoli il dì 27 di marzo 1817 su l’opera del Conte Dandolo che ha per titolo "Dell'arte di governare i bachi da seta", Napoli, Giovanni de Bonis, 1817.
- Dell'educazione de' bachi da seta per animarne l'industria nel Regno di Napoli e di Sicilia: giudizio letto nella Real Società d’Incoraggiamento di Napoli il dì 27 di marzo 1817 su l’opera del Conte Dandolo che ha per titolo Dell'arte di governare i bachi da seta, in Giornale Enciclopedico di Napoli, Napoli, 1817.
- Delle patate loro coltura uso economico e maniera di farne il pane - Quarta edizione di Milano e prima di Fuligno arricchita di varie aggiunte ricavate dalla pratica e dall'esperienza, Fuligno, Tipografia di Giovanni Tomassini, 1817.
- Il Polifemo: poemetti due di autori diversi ; seguono sonetti XVII polifemici col nome dei poeti particolari, Napoli, Giovanni De Bonis, 1817.
- Memorie su l'economia campestre e domestica che possono servire di supplemento all'opera Delle cose rustiche, Napoli, Tipografia Flautina, 1818.
- De' vinacciuoli e del modo di estrarne l'olio e di altri vantaggi, Napoli, Tipografia Flautina, 1818.
- Efisio Strozzi (pseudonimo di Onorati), L'olio de' vinacciuoli vendicato. Lettera al segretario della Società economica di Zara, Napoli, Giovanni de Bonis, 1819.[14]
- città Milano, Dell'educazione de' bachi da seta, preceduta da giudizio del Dandolo, 2ª ed., Giovanni Silvestri, 1819.
- Riflessioni sulla felicità privata, 2ª ed., Milano, Giovanni Silvestri, 1819.
- Gli opuscoli georgici - Seguono altri opuscoli di argomento diverso, Napoli, 1820.
- Dell'agricoltura pratica, della pastorizia e di molte altre dottrine - Edizione quarta dopo la seconda di Milano, accresciuta dall'Autore, Napoli, Giovanni Battista Seguin, 1820.
- Le orazioni del Padre Nicola Columella Onorati, Napoli, Tipografia di Giovan Battista Seguin, 1821.

### Pubblicazioni
- Del tempo di seminare il frumento, in Giornale letterario di Napoli, 1794.
- Lettera sul calabrice e su i noccioli delle sue bacche, che servir possono per caffè, scritta a’suoi amici, in Giornale letterario di Napoli, giugno 1798.
- Lettera sui fichi secchi e sul giulebbe scritte ai suoi amici, in Giornale letterario di Napoli, settembre 1798.
- De’ fichi secchi e del giulebbe, che si può estrarre da medesimi per vari usi economici della vita. Transunto di una lettera del P. Niccola Onorati M. O. R. prof. d’agricoltura a Napoli al Giornale letterario di Napoli., in Opuscoli scelti sulle Scienze e sulle Arti di Milano, vol. 20, Milano, Marelli, 1798.
- Prefazione, in Saggi su le Scienze naturali ed Economiche della Regal Società d’Incoraggiamento di Napoli per l’anno 1807, Napoli, Orsiniana, 1807.
- Epigramma latino scritto da Onorati a pagina 3, Napoli, Giovanni de Bonis.[24]
- Memoria sul coltivamento, e su l'industria della bambagia nel Regno di Napoli, in Atti del Real Istituto d’Incoraggiamento alle Scienze naturali di Napoli, vol. 2, Napoli, Tipografia di Angelo Trani, 1818.
- Lettera del P.N.C. Onorati al signor compilatore della Biblioteca Italiana che si pubblica in Milano, Napoli, Tipografia di Domenico San Giacomo, 1820.

### Biografie
- Biografia di Frat'Agostino de'Cupiti, in Biografia degli uomini illustri del Regno di Napoli, vol. 4, Nicola Gervasi, 1817.
- Biografia di Frate Roberto Caracciolo, in Biografia degli uomini illustri del Regno di Napoli, vol. 5, Nicola Gervasi, 1818.
- Biografia di Frate Pietro Galatino, in Biografia degli uomini illustri del Regno di Napoli, vol. 5, Nicola Gervasi, 1818.
- Biografia di Vincenzo Petagna, in Biografia degli uomini illustri del Regno di Napoli, vol. 5, Nicola Gervasi, 1818.
- Biografia di Frat'Annibale Roselli, in Biografia degli uomini illustri del Regno di Napoli, vol. 5, Nicola Gervasi, 1818.
- Biografia di Francesco Potenzano Palermitano, in Biografia degli uomini illustri del Regno di Napoli, vol. 5, Nicola Gervasi, 1818.
- Biografia di Frate Antonio Sanfelice, in Biografia degli uomini illustri del Regno di Napoli, vol. 6, Nicola Gervasi, 1819.
- Biografia di Trottola Medichessa di Salerno, in Biografia degli uomini illustri del Regno di Napoli, vol. 6, Nicola Gervasi, 1819.
- Biografia di Ferrante Imperato, in Biografia degli uomini illustri del Regno di Napoli, vol. 8, Nicola Gervasi, 1822.
- Biografia di Padre Bernardino Aurifici da Ucria, in Biografia degli uomini illustri della Sicilia, vol. 3, 1821.

### Opere curate da Nicola Onorati
- Frate Antonio Sanfelice, La Campania, a cura di Niccola Onorati, traduzione di Girolamo Aquino Capuano, 1796.
- Humphry Davy, Elementi di chimica rurale, a cura di Nicola Columella Onorati, traduzione di Antonio Targioni Tozzetti, vol. 1, Napoli, Giovanni de Bonis, 1815.

### Opere postume
- Canzone sagra di Torquato Tasso, 3ª ed., Napoli, Stamperia reale, 1823.
- Dell'agricoltura pratica, della pastorizia, e di molte altre dottrine - Edizione terza aumentata mediante uno scritto ritrovato tra le carte dell'autore, Napoli, Francesco Masi, 1823.
- Dell'agricoltura pratica della pastorizia e di molte altre dottrine, Napoli, Tipogtrafia del Genio Tipografico, 1828.
- Dell'agricoltura pratica, della pastorizia, e di molte altre dottrine aumentata di una scritto ritrovato tra le carte dell'Autore, 5ª ed., Napoli, Torchi di Raffaello di Napoli, 1835.
- Dell'agricoltura pratica, della pastorizia e di molte altre dottrine - Quinta edizione, eseguita sulla quarta aumentata di uno scritto ritrovato tra le carte dell'autore - A spese del Gabinetto letterario, Napoli, 1847.
- Dell'agricoltura pratica, della pastorizia e di molte altre dottrine - Sesta edizion eseguita sulla quarta aumentata di uno scritto ritrovato tra le carte dell'autore e con altre aggiunte ed un piccolo sunto di diversi trattati sulla nuova malattia delle uve per cura dell'editore- A spese del Gabinetto letterario, Napoli, 1854.
- Dell'agricoltura pratica, della pastorizia e di molte altre dottrine - A spese del Gabinetto letterario, 7ª ed., Napoli, 1858.
- Della agricoltura pratica, della pastorizia e di molte altre dottrine, 7ª ed., Napoli, Gennaro Cimmaruta, 1859.